# Lampedusa repülőtér
A Lampedusa repülőtér (IATA: LMP, ICAO: LICD) Olaszország egyik nemzetközi repülőtere, amely Lampedusa közelében található. Éves utasforgalma 328 576 fő (2022).

## Futópályák
A repülőtér futópályái:
- 08/26 (1850 m, 45 m, aszfalt)

## Forgalom
Az utasforgalom az elmúlt években az alábbi módon változott:
| Utasok száma | 115 039 | 116 295 | 145 395 | 205 903 | 208 567 | 192 306 | 203 389 | 227 576 | 276 972 | 328 576 |
|              | 1996    | 1999    | 2002    | 2005    | 2008    | 2010    | 2013    | 2016    | 2019    | 2022    |

## Légitársaságok és úticélok
2025-ben a Lampedusa repülőtérről az alábbi járatok indulnak (Utoljára frissítve: 2025-04-3):
| Légitársaság | Célállomások                                                         |
| ------------ | -------------------------------------------------------------------- |
| AeroItalia   | Szezonális: Bergamo, Bologna                                         |
| Air Horizont | Szezonális charter: Milánó–Malpensa                                  |
| DAT          | Catania, Palermo, Trapani                                            |
| easyJet      | Szezonális: Milánó–Malpensa, Nápoly                                  |
| GoTo Fly     | Szezonális: Forlì                                                    |
| HelloFly     | Szezonális: Málta (kezdődik 2025 június 7-től), Perugia              |
| ITA Airways  | Szezonális: Milánó–Linate, Róma–Fiumicino                            |
| Volotea      | Szezonális: Bergamo, Bologna, Milánó–Linate, Nápoly, Velence, Verona |
| Wizz Air     | Szezonális: Milánó–Malpensa, Róma–Fiumicino                          |